# Em Ti Esperarei
"Em Ti Esperarei - Salmo 27", ou simplesmente "Em Ti Esperarei", é uma canção gravada pela banda cristã brasileira Trazendo a Arca,  parte do álbum Salmos e Cânticos Espirituais, lançado em dezembro de 2009. Foi escrita por Luiz Arcanjo e Davi Sacer, ambos vocalistas da banda, com interpretação original de Sacer. Foi divulgada como um single promocional para os rádios e para audição no site da banda.
Considerada a canção de maior relevância do álbum, "Em Ti Esperarei" foi regravada pelo grupo, pelo ex-vocalista Davi Sacer e por outros artistas em diferentes ocasiões, além de ter sido versionada em espanhol em 2014 pelo Trazendo a Arca.

## Composição
Em 2020, Luiz Arcanjo contou que "Em Ti Esperarei" foi composta por uma reflexão entre ele e Davi Sacer de como poderia ser a melodia do Salmo 27, do Livro de Salmos, da qual a música foi baseada. Em vídeo, ele disse que "imaginei que seria um negócio menor, sentei com Davi, adaptamos e musicalizamos o Salmo".

## Gravação
"Em Ti Esperarei" contou com produção musical dos tecladistas Ronald Fonseca e Wagner Derek. Davi Sacer foi o intérprete original da canção. A faixa recebeu duas versões: a primeira, uma versão promocional para as rádios, contava com menos vocais de apoio, enquanto a versão do álbum era mais preenchida com backings.

## Recepção e regravações
Em crítica para o Super Gospel, Roberto Azevedo elogiou o arranjo da canção, classificando-o como "bem denso e dinâmico".
A canção foi regravada em várias ocasiões pela própria banda. Depois que Davi Sacer deixou o grupo, Luiz Arcanjo a interpretou pela primeira vez no CD e DVD Live in Orlando, lançado em 2011. Esta versão contou com um vocal de apoio composto por um coral com mais de 200 vozes. Em 2014, uma versão em espanhol da faixa foi gravada para o álbum Español com o título "En Ti esperaré". Em 2019, em carreira solo, Davi Sacer lançou uma regravação de "Em Ti Esperarei" para o álbum 15 Anos, cuja versão contou com dueto com Verônica Sacer e um arranjo centrado em instrumentos de base. Em 2020, no reencontro do Trazendo a Arca com o ex-vocalista Davi Sacer que gerou o álbum O Encontro, a canção foi tocada nos vocais de Davi Sacer e Luiz Arcanjo. No entanto, a performance não foi incluída no álbum final.
"Em Ti Esperarei" também foi regravada pela banda Louvor Aliança, que a lançou como single em junho de 2019.

## Ficha técnica
Adaptado do encarte da obra:
Banda
- Davi Sacer – vocal, composição
- Luiz Arcanjo – vocal de apoio, composição
- Verônica Sacer – vocal de apoio
- Deco Rodrigues – baixo
- André Mattos – bateria
- Isaac Ramos – guitarra
- Ronald Fonseca – piano e produção musical

Músicos convidados
- Wagner Derek – produção musical e piano
- Fernanda Correa – vocal de apoio
- Alice Avlis – vocal de apoio
- Dennis Cabral – vocal de apoio
- Rafael Novarine – vocal de apoio
- Ricardo Amado – violino
- Tomaz Soares – violino
- Cecília Mendes – viola
- Ricardo Santoro – viola

Equipe técnica
- Samuel Júnior – mixagem
- Toney Fontes – masterização